# マーガンディヤ経
『マーガンディヤ経』（マーガンディヤきょう、巴: Māgaṇḍiya-sutta, マーガンディヤ・スッタ）とは、パーリ仏典経蔵中部に収録されている第75経。『摩犍提経』（まけんだいきょう）、『須閑提経』（すかんだいきょう）とも。
類似の伝統漢訳経典としては、『中阿含経』（大正蔵26）の第153経「須閑提経」がある。
釈迦が、外道の修行者マーガンディヤに仏法を説く。

## 構成

### 登場人物
- 釈迦
- マーガンディヤ  - 外道の修行者

### 場面設定
ある時、釈迦はクル国のカンマーサダンマに滞在していた。
そこに外道の修行者マーガンディヤが訪れ、釈迦の説く感覚の遮断は感覚の破壊であると誹謗する。
釈迦は、楽と苦を極めてきた自身の遍歴を述べつつ、苦楽・欲を超えた空こそが絶対の安楽であると説く。
法悦したマーガンディヤは、三宝への帰依を誓う。
釈迦は4ヶ月後に出家することを勧める。
こうして後にマーガンディヤは出家し、阿羅漢へ到達する。

## 日本語訳
- 『南伝大蔵経・経蔵・中部経典2』（第10巻） 大蔵出版
- 『パーリ仏典 中部（マッジマニカーヤ）中分五十経篇I』 片山一良訳 大蔵出版
- 『原始仏典 中部経典2』（第5巻） 中村元監修 春秋社